# 飛俠哥頓 (專輯)
《飛俠哥頓》（Flash Gordon）是英國搖滾樂團皇后合唱團的第九張錄音室專輯，1980年12月8日發行。此專輯是同年上映的同名科幻電影《飛俠哥頓》的原聲帶。
《飛俠哥頓》當中僅收錄Flash一首單曲，即電影飛俠哥頓中的主題曲。該曲在英國單曲排行榜登上第十位。